# 高松卓矢
高松 卓矢（たかまつ たくや、1988年1月8日 - ）は、日本の元男子バレーボール選手、現指導者。

## 来歴
大分県出身。両親の影響で小学3年次からバレーボールを始めた。大分県立別府鶴見丘高等学校を卒業後、日本体育大学へ進学。インカレ2連覇、世界ジュニア代表を経験し、大学在学中の2009年に豊田合成トレフェルサ（ウルフドッグス名古屋の前身）の内定選手になった。2010年に入団。
2013年4月、全日本男子メンバーに選出された。
2015/16シーズンは、チームの初優勝に貢献した。
2020年、地元のチームである大分三好ヴァイセアドラーに1シーズンの期限付き移籍。直前のシーズンでレギュラーとして存在感を出している中で期限付き移籍となるのは珍しいケースであるが、地元の大分に恩返しをするために体が動くうちに1シーズンだけプレーしたいと思ったのが今回の決断につながったと述べた。
2020-21シーズン、2020年11月7日、ジェイテクトSTINGS戦に出場し、通算230試合出場となり、シーズン終了後の「Vリーグ栄誉賞」受賞が確定した。しかし、シーズン途中でコンディション不良に陥りチームを離れて自主トレーニングをするようになり、それ以降コートに戻る事なくシーズン終了。そして、2021年4月8日、2020-21シーズン終了をもっての現役引退を表明した。同期の内山正平も現役引退を表明していて、同期2人揃っての現役引退となり、4月18日に開催される内山の引退セレモニー（ファンクラブ会員対象）に高松もそのまま加えられることとなった。引退後は豊田合成にて社業に専念（内山も同様）。
2023年、浅野博亮の誘いを受け、特定非営利活動法人VRAVO N ＋による委託で愛知大学のコーチを務めた。
2024年10月、福岡ウイニングスピリッツの監督としてVリーグに登録され、11月1日にチーム公式から正式に監督就任が発表された。
2025年7月8日、15年在籍した豊田合成を退社。翌9日にカノアラウレアーズ福岡の監督就任が発表された。

## 人物
- コートに響き渡る高い声が特徴。

- ユニバーシアード代表での練習試合で高松が途中出場。劣勢だったが、声を張り上げて盛り上げると流れが一変し逆転で勝利した。試合後、コーチであった小林敦（現・東レアローズゼネラルマネージャー）が、選手たちを集めて「なんでこの試合に勝ったかわかるか?高松が雰囲気を変えてくれたからだ。それをみんなもやらないといけない。でもお前たちには無理なんだよ。こいつは天才だから。高松は、雰囲気をよくしてチームを盛り上げる天才なんだ。だからマネはできないかもしれないけど、でもみんなもやろうとしなきゃいけないんだ」と話した。今まで天才と言われたことがなかった高松はこの言葉を支えとして、引退までその声でコートを盛り上げ続けた[18]。

- ファンからは「まつりさん」「たかまつり」と呼ばれている。

- Vリーグを盛り上げる為にSNSでの発信を積極的に行った。また、オールスターゲームでの盛り上げ役を買って出た。

- Vリーグ・サマーフェスティバル2015で行われたマッチョコンテストでは初代筋肉王に選ばれた。

- どこからも声が掛からず、大学4年間でバレーボール人生が終わるんだと悩んでいた所、豊田合成トレフェルサのアナリストだった藤田和広（現・ウルフドッグス名古屋チームディレクター）から声を掛けられ入団するに至った[19]。

- Vリーグ全体の問題点について、方向性を明確にし足並みを揃えるべき。ビジネス化を目指して動いているチームもあるが一方でであまり変わっていないチームもある。まとまりがない。と指摘している[18]。

## 球歴
- 日本代表 - 2013年、2017年、2018年

## 受賞歴
- 2015/16 V・プレミアリーグ ベスト6
- 2017/18 V・プレミアリーグ 敢闘賞
- 2020-21 V.LEAGUE DIVISION1  Vリーグ栄誉賞（10シーズン以上、230試合以上出場）

## 所属チーム
- 境川小バレー
- 別府市立中部中学校
- 大分県立別府鶴見丘高等学校
- 日本体育大学
- 豊田合成トレフェルサ / ウルフドッグス名古屋（2010-2021年） #12
  - 大分三好ヴァイセアドラー（レンタル：2020-2021年） #15